# Toxopoda vanschuytbroecki
Toxopoda vanschuytbroecki är en tvåvingeart som beskrevs av Ozerov 1991. Toxopoda vanschuytbroecki ingår i släktet Toxopoda och familjen svängflugor. Inga underarter finns listade i Catalogue of Life.